# Vichi Stephanovici
Vichi Stephanovici  (n. 28 iunie 1977, Brașov) este un cântăreț și compozitor român. A făcut parte din trupa Bosquito și ulterior a rămas cunoscut pentru activitatea sa ca și solist vocal al formației Bandidos.

## Biografie
Pe numele său complet Vichi  - Victor Dan Stephanovici, s-a născut în Brașov, România, și a debutat pe scena undreground-ului autohton în 1995 cu trupa de punk-rock  Radioactive Popcorn ca și solist-chitarist. In 1999 se alătură trupei Bosquito, la propunerea chitaristului Victor Solomon. Aici activează în postura de basist și backing vocal pana in 2005. În 2006 compune si co-produce  albumul trupei Sfera Ne doare-n cot, alături de Victor Solomon, Mișu Constantinescu și Tică Alexe. Participă sub titulatura Biroul Executiv alături de Victor Socaciu, concertând atât în țară cât și în străinătate. În 2007 fondează tot împreună cu Victor Solomon și Mișu Constantinescu, trupa Bandidos, avându-l ca solist vocal pe Tavi Clonda. În 2009 devine solistul vocal al trupei, după plecarea lui Tavi, rămânând în acel post până în prezent. În 2017, alături de violonistul Răzvan Pisau,compune, produce și imprimă sub titulatura Banda Hoinarii albumul Balkanitza, cu specific etno-rock. În prezent activează ca și cantautor independent și lucrează la materialul primului său album solo, intitulat Muzicolor. De asemenea sub pseudonimul Vixxoo, compune și produce muzică destinată producțiilor comerciale (reclame, film,etc)

## Discografie
Cu Bosquito: 
- 2000: Bosquito
- 2002: Sar scântei!
- 2003: Cocktail Molotov
- 2004: Fărâme din soare

Cu Sfera: 
- 2006: Ne doare-n cot!

Cu Bandidos: 
- 2008: Nu-mi dai scăpare!
- 2012: Tristan fără soldă

Cu Banda Hoinarii: 
- 20017: Balkanitza

Cu Vixxoo: 
- 2020: Infinite Ambient (vol.1,2,3)
- 2020: Infinite Piano
- 2020: Songs for little Emma
- 2021: Nostalgica
- 2021: Good Vibes (EP)
- 2021: Outside my window (EP)
- 2021: Stardust (Single)
- 2021: Forget and forgive (Single)
- 2022: In the distance (Single)
- 2022: Nostalgica (Remastered)

Cu Vichi Stephanovici: 
- 2019: Nopti de vara (Single)
- 2021: Urbanodrama (Single)
- 2021: Colinde si Cantece de Craciun vol.1 (EP)
- 2022: Asculta-ti inima! (Single)